# Serie A (pallanuoto paralimpica)
La Serie A è la più importante competizione di pallanuoto paralimpica, organizzato dalla FINP.

## Formula
Al torneo partecipano 8 squadre suddivise in un due gironi centro nord e centro sud. L'attuale formula prevede che le prime tre classificate dei gironi si sfidano nella finale a 6 (finale six), la prima classificata del girone A incontra la seconda classificata del girone B e viceversa e in seguito si svolgono le finali dal 1º e 2º posto e 3º e 4º posto determinando il vincitore del titolo di campione d'Italia. Con lo stesso criterio si svolgono le finali dal 5º al 6º posto.

## Squadre partecipanti
Granda Waterpolo Ability
La GWA nasce nel 2018 da un’idea di Orazio Tallarita e Andrea Gallone, Presidente e vicepresidente entrambi disabili che, dopo esser venuti a conoscenza dell’esistenza di un’altra squadra, si gettano in questo progetto portando così la pallanuoto a Cuneo. Dai cinque atleti iniziali, attraverso l’impegno ed il sacrificio, i numeri sono andati via via crescendo fino ad arrivare a formare una squadra per una competizione nazionale, quella di Napoli.
Gli atleti: Gallone Andrea, Tallarita Orazio, Perlo Simone, Bastonero Norberto, Perlo Sofia, Aimo Leonardo, Salvagno Enrico, Lobba Andrea, Liverziani Fabrizio, Veglia Marco, Riva Luca, Tallone Matteo. Coach Paolino Christian, Aiuto Coach: Emanuele Allio.
Centro Sportivo Portici Waterpolo fino al 2022
La Waterpolo paralimpica nasce dalla forte volontà e passione di alcuni atleti affiancati dall’entusiasmo coinvolgente di Luigi Paola (il capitano della Squadra) e dalla fiducia del presidente Vincenzo Allocco. Quest’ultimo ha creduto fin da subito in questo ambizioso progetto sportivo, consapevole e spinto dai risultati già ottenuti dagli stessi atleti nel nuoto paralimpico. La crescita esponenziale ni pochissimi anni ha fatto si che oggi il Centro Sportivo Portici Waterpolo possa finalmente comporsi di 15 tesserati.
Al loro secondo Campionato nazionale, (Coppa Italia nel 2021), gli atleti sono ancor più motivati nel fare bene e soprattutto molto emozionati di nuotare nel tempio assoluto del nuoto campano, la piscina storica della Scandone.
Gli atleti: Perfetto Ivan, Paola Luigi, Santoro Angelo, Acuto Francesco, Franzoni Marco, Cozzuto Fabio, Aliberti marco, Palumbo Vincenzo, Buono Mario, Angrisani Luca, Panico Gennaro, Pentangelo Salvatore. Coach Rametta Corrado.
APD Dhea Sport
La Dhea Sport del presidente Luca Del Giudice è una storica associazione dell’area puteolana. Costituita nel 2006, ha sempre rivolto la sua attenzione al mondo sportivo con un occhio di riguardo nei confronti verso l’inclusione come lo dimostra la mini rosa di atleti ipovedenti e non vedenti che svolgono nuoto paralimpico.
Nella via dell’inclusività, quindi, il passaggio alla creazione di una squadra di pallanuoto paralimpica è stato davvero breve e naturale così come la partecipazione al campionato nazionale.
Gli atleti: Barretta Mauro, Bassano Nicolò, Brancato Alessandro Alfonso, Cassinese Fabio, Cavaliere Antonio, Civero David, Dell’Aversano Pasquale, Grillo Marco, Maglione Francesco Maria, Migliaccio Angela, Schiano di Cola Dinaur. Allenatore Fontana Francesco.
Waterpolo Ability
La Waterpolo Ability – con sede a Busto Arsizio – è la squadra promotrice nazionale e mondiale della pallanuoto paralimpica odierna. Fortemente voluta da Simona Pantalone Ielmini, ispiratrice e pioniera, ambisce all’inclusione e all’integrazione tra le diverse disabilità e con atleti normodotati. La società, che lo scorso anno si è guadagnata il titolo di vicecampione d’Italia arrivando seconda in Coppa Italia, prosegue la sua attività promozionale sul territorio locale e nazionale, e sta attivando una nuova sede operativa nella Capitale, grazie all’intraprendenza del nuovo vicepresidente Riccardo Rosati.
Una giovanissima Coach esordisce nel 2022 in panchina, la ventenne Greta Ielmini, giocatrice di Serie A2 a Busto. Greta guiderà una squadra composta da nuovi e vecchi atleti, molto motivati e compatti.
Gli atleti: Amadori Enzo, Ambrosini Danilo, Diamanti Ettore, Gariano Giacomo, Gobbetti Niccolò, Mansi Savino, Morabito Olivia, Moro Alberto, Nonis Andrea, Pelozzi Amerigo, Ratti Andrea, Zanaldi Giorgio Andrea. Coach Ielmini Greta, Assistente Tecnico Rosato Rosati.
Rari Nantes Florentia
Questo progetto nasce nel 2019 grazie alla volontà dell’allenatrice Laura Perego e della dirigenza nella persona di Andrea Nesti. Si è iniziato con un piccolo gruppo di atleti, per poi crescere fino a formare un numero consistente tale da tirar sù la squadra.
Ad oggi la RN Florentia conta di 18 elementi nella squadra che formano un gruppo molto coeso ed affiatato. Nel giugno 2021 si sono aggiudicati la prima Coppa Italia della pallanuoto paralimpica e piazzandosi secondi, solo dietro la SS Lazio nuoto nella Supercoppa italiana. Con non poca soddisfazione il progetto ha raggiunto tutti gli obiettivi prefissati. Gli atleti: Mazzinghi Federico, Di Ganci Niccolò, Marchini Cristian, Mannone Bruno, Fattori Federico, Di Luca Raffaele, Bianchini Filippo, Rossi Riccardo, Filidei Elio Jr, Capalbo Andrea, Ciulli Simone, Del Lungo Antonio, Signorini Alessio, Marchetti Alessandro, Aquino Federica. Coach: Perego Laura, Giachi Gloria.
Mo.Cri.Ni. Linus
La società Mo.Cri.Ni. Linus nasce in Sicilia ben venti anni fa, e per tutto quest’arco di tempo si è sempre distinta per l’attenzione verso i suoi atleti, partecipando a manifestazioni nazionali di nuoto. Dopo il duro periodo pandemico, la società siciliana ha ripreso la sua attività con la stessa passione di sempre. La voglia di ricominciare e di rimettersi in gioco ha acceso un’ulteriore grinta e nuovi stimoli, e così nasce la squadra di pallanuoto paralimpica. Squadra, gruppo come punto di. Forza e unione.
Atleti: Messina Emiliano, Di Santo Giacomo, Acquisto Diego, Gennaro Giuseppe, Leotta Luca, Longo Gianvittorio, Gambino Antonino, Lobue Filippo. Allenatore Di Maio Davide.
Crazy Waves
L’Asd Crazy waves nasce a Pisa nell’autunno 2021, fin da subito raccoglie l’eredità e l’esperienza dell’Asd nuoto La Gabella e del Csi di Pisa, che, nel 2019 e nel 2020, hanno portato nella città della Torre pendente prima il nuoto e poi la pallanuoto paralimpica. I nuovi atleti si sono aggiunti ai giocatori che hanno già disputato la prima edizione del campionato di serie A, a Roma nel 2021.Purtroppo assenti giustificati a Napoli: Brambilla Manuel, Colangelo Lisa, Lipari Giuseppe, Losi Massimiliano, Pappalardo Valeria.
Atleti: Andina Cesari Cesare, Aufiero Jonathan, Basti Simone, Betti Emiliano, Bottaro Massimo, Buonamici Massimiliano, Oliviero Stefano, Francesconi Alfredo, Giorgi Giulia, Grilli Linda, Rossani Valentina. Coach Bonacci Paolo.
Water Sports Napoli Lions
Dopo neanche un anno di vita l’Asd Water Sports Napoli Lions si è affacciata al mondo della pallanuoto paralimpica, affiliandosi alla Finp e creando la squadra pronta a partecipare al campionato di Serie A. La società nella persona del presidente Andrea Scotti Galletta (anche allenatore della compagine paralimpica), ha sempre tenuto in grande considerazione l’ideale dello sport quale mezzo di integrazione sociale ed inclusione. Oggi i Lions paralimpici assieme al Centro Sportivo Portici e alla Dhea Sport contribuiscono ad allargare sempre più il movimento pallanuotistico campano.
Le informazioni attuali sono aggiornate al 20/09/2022.

## Albo d'oro
- 2021 S.S. Lazio Nuoto (1)
- 2022 Water Sport Napoli Lions (1)
- 2023 Rari Nantes Florentia (1)